# Amerikai staffordshire terrier
Az amerikai staffordshire terrier egy közepes méretű, rövid szőrű kutyafajta, melynek eredete Angliába vezethető vissza. A XIX. század végén és napjainkig az amstaff nagy népszerűségnek örvend és az Amerikai Kennel Klub (AKC) 1936-ban elismerte és regisztrálta őket staffordshire terrier néven.

## A fajta története

### Eredete
Az AmStaff ősi felmenői masztiff típusú kutyák voltak, amelyek megtalálhatók számos más fajta történelmében is. Noha az információk egy része elveszett az idők során, az ábrázolásokon nagy méretű, széles, nagy fejű kutyákat láthatunk, akiket a történelem során az erejük és az őrző-védő képességeik miatt alkalmaztak. A kutyák ezen korai változata genetikai nyomot hagyott minden bulldog és masztiff típusú kutyafajtában.
Angliában a masztiff típusú kutyákat kisebb méretűvé alakították a tenyésztés során, és néhányuk bulldoggá vált (azért kapták a bulldog elnevezést, mert bikák vagy bivalyok lefogására használták őket). Eredetileg ezek a kutyák mészároskutyák vagy farmkutyák voltak, akik segítettek a marhák hajtásában és egy helyben tartásában. Úgy tartották őket helyben, hogy megfogták őket, általában az orruknál fogva. Ez egy gyakori, általános szórakoztató programmá vált Angliában: a mészárosok kutyái megfogták a leölni kívánt bikát és megtartották, amíg a mészáros leölte azt. A népi hiedelmek közé tartozott, hogy az a hús, ami egy olyan állatból származik, amit előtte kutyák fogtak le, sokkal ízletesebb, mint ami békés körülmények között távozott. Volt idő, amikor az angol törvény tartalmazta, hogy a mészárosnak kötelező kutyával lefogatni a bikát, mielőtt az leölésre kerülne. Olyan nagy értéke volt ennek a programnak, hogy a királynő megtiltotta a többi mészárosnak az állatok leölését azon a napon, amikor a királyi mészárosok dolgoztak, hogy mindenki az Ő kutyáinak munkáját nézze.
Emiatt a sport miatt jött létre a többi állattal szembeni használat is. Ezek közül a következő volt a patkányok irtása. Szórakozás céljából úgy végezték ezt, hogy egy arénába ("pit"-be) rakták a kutyákat, több száz patkány társaságában. Fogadásokat kötöttek, hogy mennyi patkányt és milyen gyorsan tud a kutya elkapni. Ehhez azonban szükség volt egy kisebb, gyorsabb kutyára, ezért a bulldogokat a mára kihalt angol terrierrel keresztezték. Ezek valószínűleg fekete-cser terrierek (a mai manchester terrierhez hasonlítóak) és régi fehér terrierek voltak. A patkányokkal szembeni "harc" túl könnyű volt, ezért folyamatosan új kihívások elé állították a kutyáikat. Ezek a korai bulldogok és bull-and-terrierek medvékkel, szarvasokkal, bikákkal, borzokkal és egymással kezdtek harcolni. A kutyák egyszerűbben fellelhetők voltak, mint a medvék, illetve a köznép számára könnyebben tarthatóak voltak, mint a marhák, így emiatt vált népszerűbbé a kutyák közötti harcoltatás.
A bull-and-terrierek 3 modern fajtává alakultak tovább: a staffordshire bull terrierré, a bull terrierré és az amerikai staffordshire terrierré.
A korai bull-and-terrierek angol és ír bevándorlókkal érkeztek Amerikába. Itt egy részük nagyobbá és magasabbá alakult ki, az új és vadabb országban történő feladataik hatására. Egy részük a városokban maradt, és ugyanazokra a "sportokra" használták őket, mint Angliában és Írországban. Ezek a kutyák egymás ellen harcoltak New York, Chicago és Boston kocsmáinak környékén. Ezek a kutyák az ősei a boston bulldognak, amit ma már boston terrier néven ismerünk. Ezek 15–18 kg-os kutyák voltak, és eltekintve a rövid orrtól és csonka faroktól, nagyon hasonlítottak a korai AmStaffhoz (vagy pit bullhoz, bulldoghoz, amerikai bulldoghoz, bull-and-terrierhez és yankee terrierhez - ahogy más néven nevezték őket).
A nagyobb bull-és-terrierek még mindig farmkutyaként voltak használva, és sokszor pásztorok mellett dolgoztak. Nyugatra követte a telepesek kocsijait, és segített az állatok mozgatásában, védte a tanyát. Mindenes farmkutya volt, olyasmi, mint amilyen kutyát az "Old Yeller" című könyv és film bemutat. A kopókkal vadászni járt, pont úgy mint Az őzgida (The Yearling) című filmben, és mivel nem volt olyan jó szaglásuk, mint a kopóknak, elfogókutyának használták őket a vadászatokon, ő fogta meg a vadat (elsősorban vaddisznókat), amikor a kopók kihajtották azokat a bozótosból.
Az 1800-as évek végén megkezdődött Amerikában a harcikutya regisztráció, hogy nyomonkövethetővé váljon a díjazott kutyák vérvonala, megkezdődött a törzskönyvezés és szabályokat vezettek be a kutyaharcoltatásban. A United Kennel Club (UKC) regisztrálta ezeket a kutyákat, Amerikai Pit Bull Terrier fajtaként. Nevezték még amerikai bullként vagy amerikai bull terrierként, de leginkább bulldogként vagy pit bullként ismerték őket.

Habár a harcoltatás az, amit a legtöbben funkciónak tartanak náluk, csak relatíve kevés egyed volt az, amit valójában harcra használtak. Nagy részük mindenes farmkutya volt, és még mindig gazdasági haszonállatokkal dolgoztak, tereltek, őriztek és segédkeztek a pásztornak, gazdának, épp úgy, mint a fajta történelmének korai szakaszában.

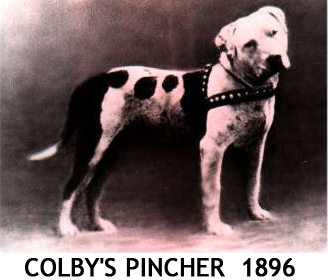
Colby's Pincher, akit minden idők legjobb viadorkutyájának is neveztek.

Az 1930-as évek elején a fajta kedvelői petíciót indítottak annak érdekében, hogy az American Kennel Club (AKC) elismerje kutyáikat egy fajtaként, és regisztrálhatóvá, törzskönyvezhetővé váljanak. Ezek a kutyák már regisztrálva voltak a UKC-nél, de a tulajdonosaikat nem érdekelte a harcoltatás. A kutyáikat családi kutyaként és kiállítási kutyaként szerették volna bemutatni a nagyközönségnek. Nemzeti fajtaklubot alapítottak és elkészítették a fajta standardjét (fajtaleírását). Az AKC nem akarta elismerni őket ugyanazon a néven (amerikai pit bull terrier), mint ahogy a UKC tette. Végül 1936-ban fogadták el a fajtát, staffordshire terrier néven. Ez egy évvel azután történt, hogy az angol kennel klub (KC) elfogadta az angol bull-and-terriereket staffordshire bull terrier néven. Mindkét standard hasonlóképpen került megírásra, még egyező kifejezések is szerepeltek benne. Mindkét fajtastandard szerzője tartotta egymással a kapcsolatot, szoros együttműködésben dolgozva, hogy a kennel klubjaik elfogadják a fajtáikat. Ebben az időszakban a két fajta még méretben és felépítésben sokkal hasonlóbb volt, mint amilyenek most, napjainkban. Az 1970-es évek elején az AKC megváltoztatta a fajta nevét amerikai staffordshire terrierre, amikoris elfogadták a staffordshire bull terrier fajtát.

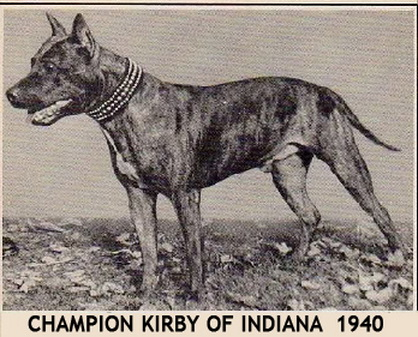
Egy korai AKC Champion a '40-es évekből

Az 1960-as években az AKC törzskönyvet megnyitották, hogy a UKC-nél regisztrált amerikai pit bull terrierek is versenyezhessenek az AKC kiállításokon, mint amerikai staffordshire terrierek. Így ebben az időszakban ugyanaz a kutya regisztrálható volt a UKC-nél (ami többé már nem harcikutyás szervezet volt, hanem minden fajtás egyesület, az AKC-hez hasonlóan) vagy az ADBA-nál Amerikai pit bull terrier fajtaként, és mellette az AKC-nél is, Amerikai staffordshire terrier fajtaként (ezt nevezzük dual pedigree-nek vagy kettős törzskönyvezésnek). Az AmStaff fajta létrehozásánál nem adtak hozzá újabb fajtákat a vérvonalhoz, csak a tenyésztők célja és szelekciója miatt különültek el. Napjainkra már szembetűnő különbségekkel találkozhatunk a megfelelően tenyésztett Amerikai Staffordshire Terrierek és Amerikai Pit Bull Terrierek között, mind küllemben, mind jellemben.

## Jellemzői

### Általános megjelenés
Az amerikai staffordshire terrier nagy erő benyomását kelti, jól izmolt, de emellett meg kell őriznie fürgeségét, eleganciáját, élénkségét. Középméretű, erőteljes felépítésű kutya. Bátorsága közmondásos.

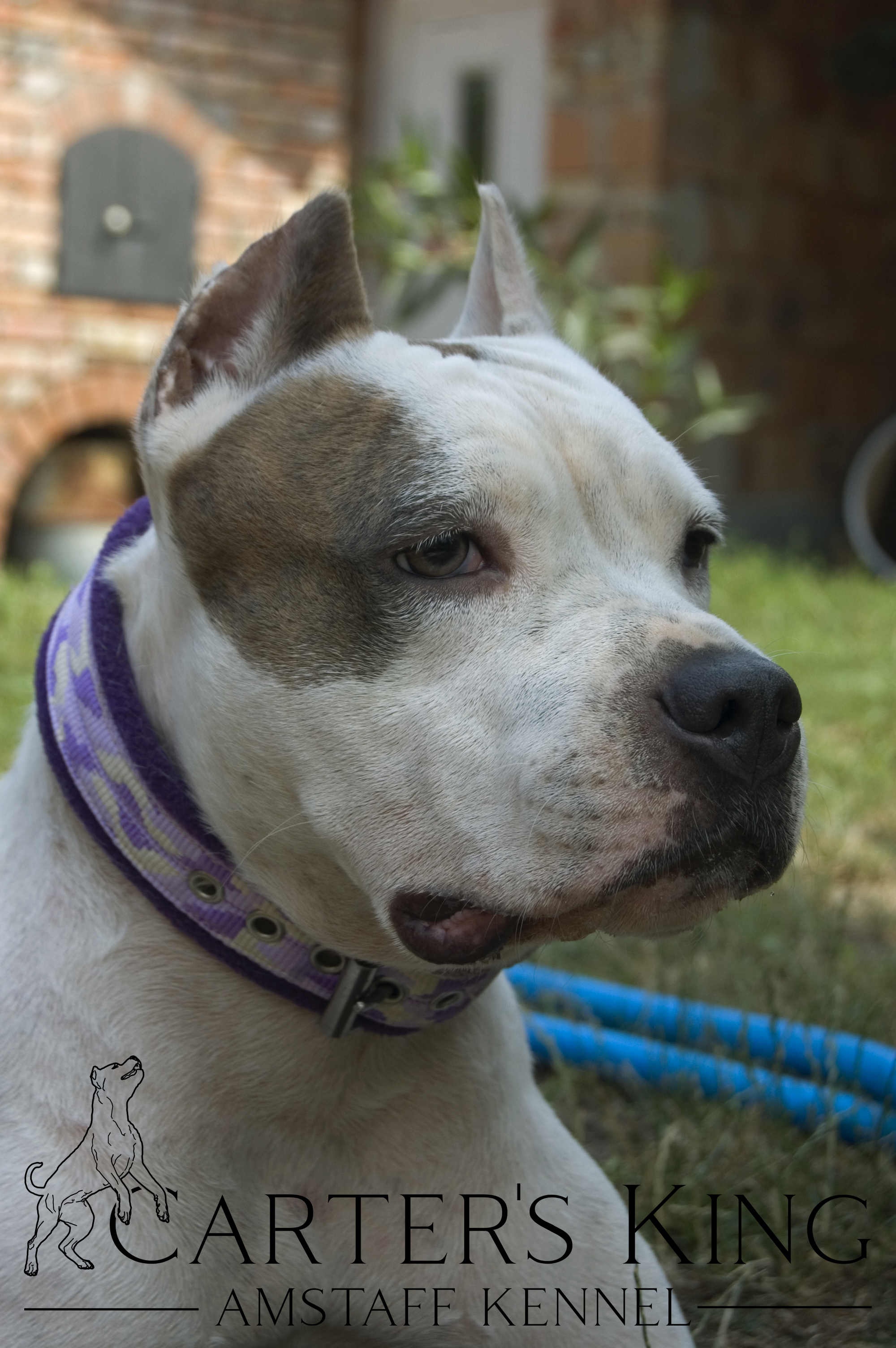
Vágott fülű amstaff

### Standard

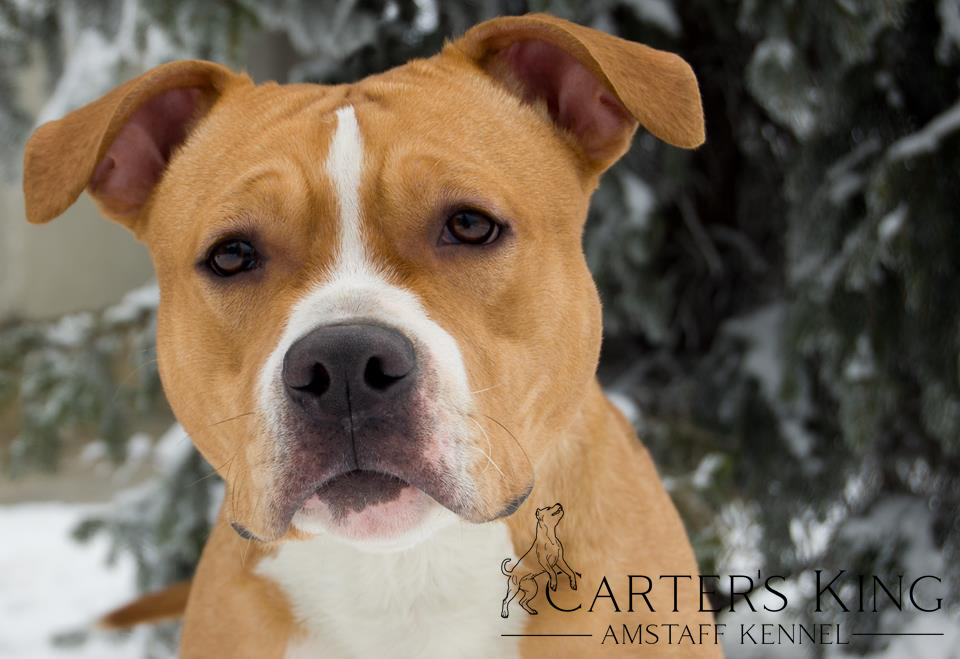
Vágatlan fülű amstaff

- Fej: Közepesen hosszú, széles és mély koponya, kifejezett arcizmok, kifejezett stop.
- Fülek: magasan tűzöttek, vágott vagy vágatlan, az utóbbi előnyben részesítendő; a vágatlan, természetes fülek rövidek és rózsa vagy half-prick (középvonalon megtörtek és előrebillenőek) formájúak; a teljesen lógó fülek hibának számítanak.
- Szemek: sötétek és kerekek, egymástól távol és mélyen ülők; a rózsaszín szemhéj hiba (feszes szemszélek).
- Arcorr: közepesen hosszú, gömbölyű a felső része, a szemek alatt hirtelen csapott; jól fejlett állcsontok, az állkapocs (alsó állcsont) erős, nagy harapóereje van. Az ajkak feszesek és nem lazák; ollós harapás. Az orr teljesen fekete (megjegyzés: az STCA standard magyarázata szerint a kék kutyáknál minél sötétebb orrszín a kívánatos, hiszen genetikailag lehetetlen a kék színű kutyáknak fekete orrszínűnek lennie).
- Nyak: Enyhén ívelt, elkeskenyedik a vállaktól a koponya irányába; lebernyegektől mentes, közepes hosszúságú.
- Vállak: Erősek és izmosak; a mar széles és ívelt.
- Hát: Viszonylag rövid, enyhén lejt a vállaktól az ágyékig (martól az utolsó bordáig), az ágyéktól (az utolsó bordától) enyhén ívelt, lejtős a faroktőig. Az ágyék enyhén felhúzott.
- Test: Jól ívelt bordák, mély mellkas. A bordakosár zárt, a bordák szorosan illeszkednek egymáshoz. A mellső végtagok inkább messze helyezkednek el egymástól, hogy elegendő helyet biztosítsanak a mély és széles mellkas számára.
- Farok: Méretéhez képest rövid, alacsonyan tűzött, a vége felé elkeskenyedő; nem lehet kunkorodó vagy a hát fölött hordott. Nem lehet vágott. (megjegyzés: az STCA standard magyarázata szerint a tradicionális AmStaff farok nyomókút alakú, enyhe S ívű - az ennél kissé egyenesebb, de helyesen hordott farok nem számít hibának, de minden más igen)
- Végtagok: A mellső végtagok egyenesek és párhuzamosak, nagy és kerek csontúak, az elülső lábközép majdnem egyenes, erőteljes. Mancsok előre néznek. A hátulsó végtagok erősek és izmoltak, a csánk nem fordul sem kifelé sem befelé. A mancsok közepes méretűek, zártak, az ujjak jól íveltek. Mozgásban ruganyos, nem poroszkáló. Lassú mozgásban viszonylag szélesen lép, de ahogy a sebesség nő (ügetni kezd), a mancsai a test középpontja felé mozognak.
- Szőrzet: Rövid, sűrű, durva tapintású és fényes.
- Szín: Bármilyen szín engedélyezett, de a teljesen fehér, a 80%-ban fehér, a fekete cser és a liver (barna orr, barna szőrszín) nem kívánatos.
- Méret: A magasság és a súly egymással arányos. A kívánatos marmagasság kanoknál 46–48 cm, szukáknál 43–46 cm. (megjegyzés: az STCA standard magyarázatban a kívánatos testtömeg kanoknál 21–27 kg, szukáknál 19–25 kg)
- Hibák: Hibának számít a májszínű (barna színű) orr, világos vagy rózsaszín szemek, túl hosszú vagy rosszul hordozott farok, előre vagy hátra harapás.

## Vérmérséklete
Intelligens, élénk, figyelmes. Nem csupán megfigyeli a környezetét, hanem interakcióba is lép a környezetével. Magabiztos, bátor egy bizonyos mértékig,de ez nem egyenlő az agresszióval. Az AmStaff nem lehet agresszív emberrel szemben. Nagyon kötődnek az emberekhez, szeretnek az ember körül lenni és együtt dolgozni. A fajtában megbocsájthatatlan az, ha egy kutya agresszív, fenyegető bármilyen emberrel szemben. A fajta múltjából eredendően, számos egyedben még mindig megfigyelhető a kutyákkal szembeni agresszió vagy a zsákmányállatokra való vadászat. Ezt fontos figyelembe venni a fajta választása során, ugyanis ezek ösztönös viselkedési formák, nem lehet őket "kinevelni" a kutyából, csak kontrollálni, ha felismerjük a helyzetet. Meg kell említeni azt is, hogy emiatt mindig tartsuk szemmel a kutyánk más kutyával való interakcióját, hiszen bármikor történhet baleset. Ez érvényes azokra a kutyákra is, akik 1-2-3 éves korig semmiféle agressziót nem mutatnak más kutyákkal szemben, hiszen ez általában az ivarérettség elérése után kezd jelentkezni. Azonos nemű kutyák között különösen jellemző az agresszió, bizonyos esetekben az ivartalanítás tud segíteni ebben. Zsákmányállatnak tekinthetnek minden kisebb termetű állatot, beleértve a macskát is, ezért érdemes erre is odafigyelni, mikor ezt a fajtát választjuk. Az is kiemelendő emellett, hogy noha sok AmStaff a saját, egyéb háziállatokkal jóban van, idegen állatokkal meglehet, hogy nem lesz ugyanez a helyzet.
A stabil idegrendszer nagyon fontos a fajtánál, és ezáltal az is, hogy kizárólag tenyésztőtől (FCI vagy AKC regisztrált kutyatenyésztő, kennelnévvel rendelkezik, egészségügyileg szűrtek a kutyái) vásároljunk kutyát, hiszen ez egy garanciát biztosít arra, hogy a kutyánk fajtatiszta egyed és a tenyésztő minden szükséges genetikai vizsgálatot elvégzett rajta, a kutya idegrendszerileg stabil, terheltségektől mentes.

## Dajkakutya tévhit
Gyakran emlegetik azt, hogy az AmStaff és a Pit Bull dajkakutyák voltak. Ezt talán abból következtetik, hogy a fajta szereti az embereket és nem tudna ártani nekik. Ám semmilyen biztos forrás, kutatás nem található arról, hogy régebben tényleg használták erre ezeket a fajtákat. A mai napig sokan hisznek ebben a mítoszban, aminek következménye sajnos statisztikákban is kimutatható. 2004 és 2010 között Amerikában 59 gyermek halt meg olyan sérülésben, ahol magukra lettek hagyva kutyákkal.
Bár tény, hogy a fajta szereti az embereket, gyerekeket, de mindig fontos odafigyelni rájuk. Felügyelet nélkül soha ne hagyjunk kutyát egyedül gyermekkel! Ez természetesen nem csak ezekre, minden egyéb fajtára is értendő. Fontos azt is kihangsúlyozni mellette, hogy tanítsuk meg gyermekünket, magyarázzuk el neki, hogyan is kell bánni egy kutyával.

## Személyiség – Oktatás – Edzés

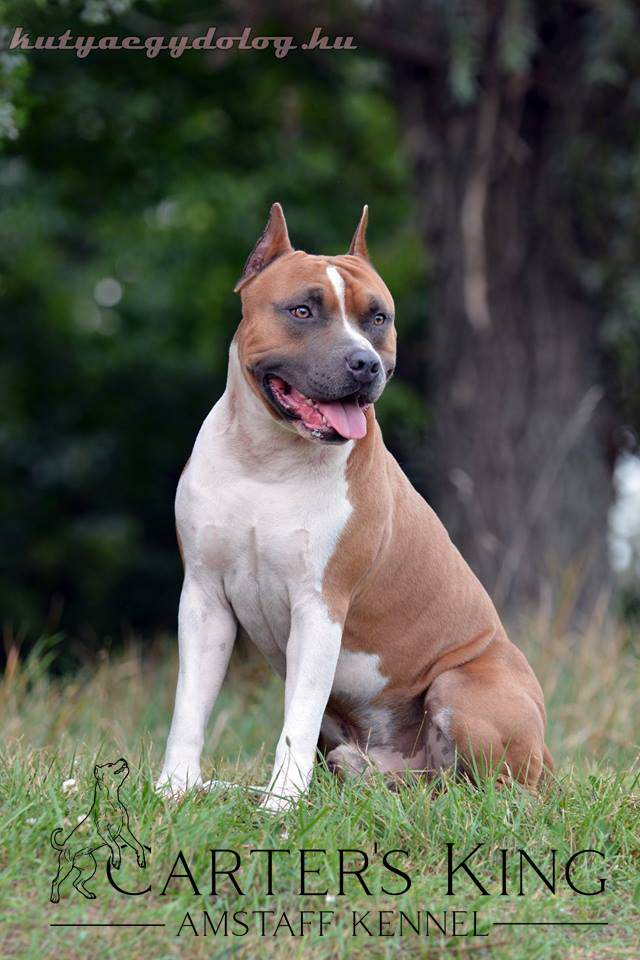
Amstaff

Az amerikai staffordshire terrier bátor, kitartó, barátságos kutyafajta. A családtagokkal szemben rendkívül figyelmes és odaadó.
- Mozgásigény: Napi 1–3 óra mozgatás szükséges egyedtől függően, de emellett fontos a pszichikai fárasztás, feladatozás is ahhoz, hogy kutyánk teljesértékű, stabil életet éljen.
- Személyiség: Nagyon intelligens, bátor és magabiztos fajta. Magas fájdalomtűrő képességének köszönhetően ideális társ gyerekek számára. Mivel egy terrierről van szó, a kisebb háziállatokra zsákmányként tekinthet. Agressziót tanúsíthat azonos nemű kutyákkal szemben.
- Szocializációs követelmények: A korai szocializáció igen fontos, mint minden más kutyafajta esetében is. Ez lehetővé teszi a kutyák számára, hogy kényes helyzetekben helyes döntést hozzanak.
- Az ideális otthon: Ahol a kutyával sok időt tudnak tölteni. A kutya és a gazdi közötti kommunikáció és bizalom nagyon fontos eleme a nevelésnek.[3]
- Temperamentum: Az Amerikai Temperamentumot Tesztelő Társaság (American Temperament Test Society) minden évben több ezer kutya vérmérsékletét teszteli le. Az amerikai staffordshire terrier a legtöbb népszerű kutyafajtánál jobb eredményt ért el. A 83,9%-ával megelőzi a beaglet, border collie-t, dobermannt és cocker spánielt.[4]

## Egészség és jólét
Az AmStaff kölyköket nem szabad elválasztani az anyjuktól 8–12 hetes korukig (a magyar törvények szerint minimum 8 hetes korig az anyjukkal kell maradniuk a kutyakölyköknek). Várható élettartamuk 11-13 év, habár nem ritkák a 15-16 évet megért egyedek sem. Ez egy egészséges fajta viszonylag kevés jelentősebb egészségügyi problémával. Főbb egészségi gondjaik:

### Örökletes betegségek
- Az amerikai staffordshire terrierek veleszületett szívbetegségben szenvedhetnek. Az OFA (Orthopedic Foundation for Animals) vizsgálati eredményei szerint az amstaffok a 11. helyet foglalják el 155 kutyafaj közül. A tesztelt kutyák 1,6%-ánál rendellenes szívműködést mutattak ki, 95,1%-nak pedig normális volt a szíve.
- Egyes egyedek csípő diszpláziában szenvedhetnek, habár az amstaffoknál ez ritkábban fordul elő mint más fajtáknál. Az OFA a 21. helyre sorolja a fajtát 26,0% rendellenes és 71,7% normális lelettel.
- Könyök diszplázia. Az OFA rangsorában az amstaffok a 12. helyen állnak 17,8% rendellenes és 81,4% normális lelettel.
- Térd problémák merülhetnek fel. A térdkalácsficam gyakran előfordul, ha a láb íj alakú. Az OFA az amstaffokat a 72. helyre sorolja 1,3% rendellenes és 98,7% normális lelettel.
- Pajzsmirigy zavarban szenved az amstaffok 8,0%-a. Normális eredményt ért el 80%-uk. Az OFA szerint ezzel az eredménnyel az amstaffok a 19. helyen állnak 155 kutyafajta közül.[5]
- Az amStaffok betegsége a cerebellar ataxia (NCL-A), amelyre minden esetben szűrni kell a kutyákat.[6]
- Az amstaffok hajlamosak az ataxiára és a congenitalis kataraktára.[7]

## Az amerikai staffordshire terrierek és a törvény

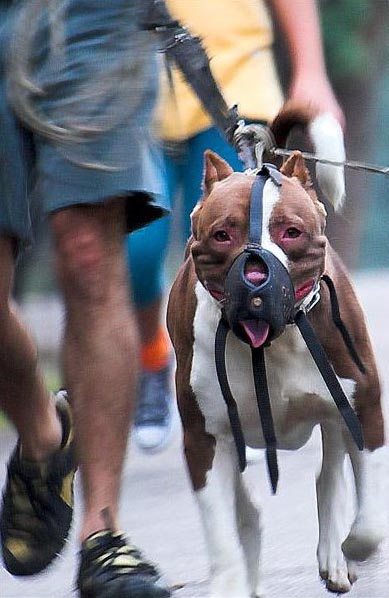
Eb szájkosárral

Mivel az amstaffok a bull és terrier család tagjai, tartásukat gyakran törvények szabályozzák. Ezek a jogszabályok országról országra változnak, a faj tartásának korlátozásától egészen a betiltásáig. Habár e törvények eredményessége vitatott. Magyarországon a 35/1997.(II. 26.) Kormányrendelet szabályozza a veszélyesnek minősített ebek tartását. Eszerint a "nem törzskönyvezett pit bull terrier jellegű ebek" tartása és tenyésztése tiltott. Egy törzskönyv nélküli amstaff ebbe a kategóriába esik (ezt a rendeletet 2010 szeptemberében eltörölték). Ma már Magyarországon nincs tiltólistás fajta, minden kutyafajta tartható, tenyészthető, sétáltatható szájkosár nélkül, csupán egyedeket minősíthetnek veszélyessé az alapján, hogy már történt általuk támadás más állat, kutya vagy ember ellen. Ebben az esetben megfigyelik a kutyát, hatósági állatorvos nyilváníthatja őket veszélyessé, ezt minden esetben fel kell tüntetni a chip adatai között.
A legtöbb állatokkal foglalkozó szervezet ezeket a jogszabályokat hatástalannak tartja. Szerintük a gazdik felelősségét kellene növelni és nem egy egész kutyafajtát diszkriminálni.
- Az Amerikai Állatorvosok Egyesülete támogatna egy jogszabályt, ami a veszélyes ebek tartását korlátozná, amennyiben a törvény nem egy specifikus kutyafajtát venne célba. Fajtától függetlenül, a temperamentum teszt döntené el, hogy a kutya veszélyes vagy sem.
- A Kanadai Állatorvosok Egyesülete szintén egyetért egy hasonló törvénnyel, ha az vérmérsékletük szerint ítéli meg az egyedeket és nem fajta szerint.
- Az Amerikai Balesetmegelőzési Központ (The Centers for Disease Control) szerint egy kutyafajta betiltása nem csökkenti a kutyatámadások számát. Ezekért a támadásokért számos kutyafajtához tartozó ebek tehetők felelőssé. Az összes ilyen kutya szocializálatlan volt.
- Az ASPCA (Society For The Prevention of Cruelty to Animals) egy olyan törvény elfogadását szorgalmazza, ami a gazdákat tenné felelőssé, ha a kutyájuk megtámadna valakit. Az egyesület szerint ez motiválná a gazdikat, hogy megfelelően szocializálják kedvencüket.[10]

## Híres amerikai staffordshire terrierek

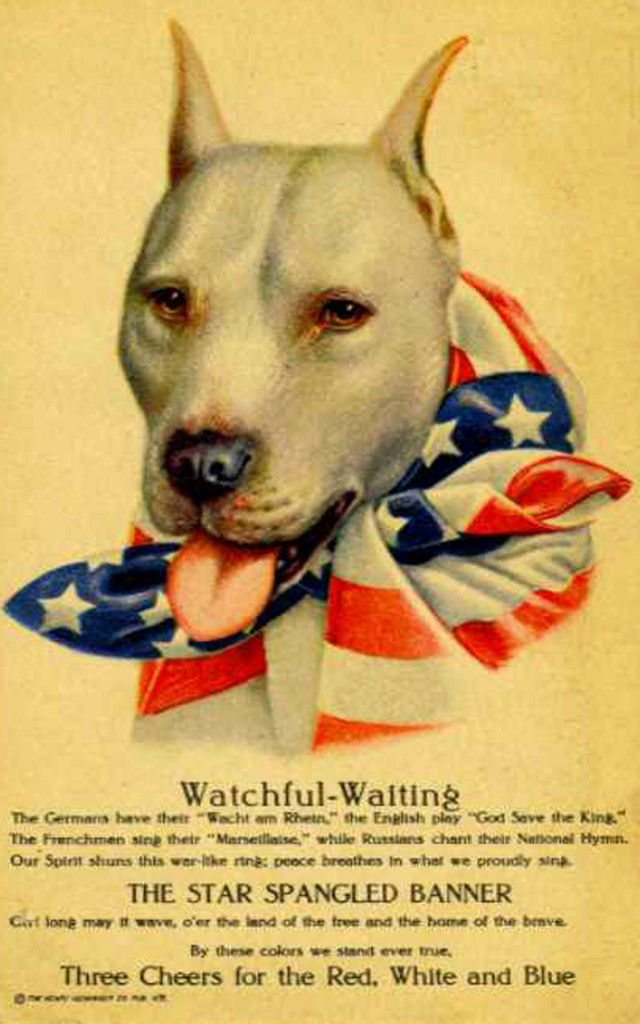
1914-ben az amerikai hadsereget szimbolizálták

- Petey a "Little Rascals" című sikersorozat sztárja volt az 1930-1940-es években. Petey az első AKC-nál regisztrált amstaffok közzé tartozott.[11]
- Stubby Őrmester volt a hadtörténet legtöbbször kitüntetett kutyája, és az egyetlen eb, amelyik a csata alatt is kapott kitüntetéseket. 18 hónapig harcolt a francia lövészárkokban bajtársaival az I. világháború alatt. Stubby őrmester előre jelezte a gáztámadásokat, sérült katonákat kutatott fel a frontvonal mögött és elkapott egy német kémet Argonne-ban. A háború után Stubby Őrmestert bemutatták Woodrow Wilson, Calvin Coolidge és Warren G. Harding amerikai elnököknek. Az Amerikai Légió örökös tagjává választotta Stubby-t.
- Jack Brutus egy másik híres katona kutya, aki az Első Connecticut-i Önkéntes Gyalogság, K Szakaszának volt a kabalafigurája.
- “Bud” és a gazdija, Horatio Nelson Jackson, voltak az elsők, akik motoros járművel keresztülszelték az Amerikai Egyesült Államokat. Horatio Nelson Jackson speciális szemüveget készíttetett Budnak, hogy megvédje szemét a portól. Bud mindig gazdája jobbján volt látható.
- Az amerikai világháborús plakátok pitbulloknak ábrázolták az Egyesült Államok katonáit, ezzel szimbolizálván az ország erejét és katonái bátorságát.
- Az egyetlen kutyafajta, amely háromszor jelent meg a "Life Magazine" címoldalán.[12]

## Kapcsolódó szócikk
- Veszélyes eb tartásával kapcsolatos kötelezettség megszegése